# Stade Léo-Lagrange (Besançon)
Das Stade Léo-Lagrange ist das städtische Fußballstadion der französischen Stadt Besançon, Département Doubs, in der Region Bourgogne-Franche-Comté. Es ist die Heimstätte des Fußballvereins RC Besançon. Im Jahr 1939 eröffnet unter dem Namen Stade de la Gibelotte bietet es heute 11.500 Zuschauern Platz. Es ist Teil eines größeren Sportparks. Seinen heutigen Namen hat es vom französischen Politiker Léo Lagrange (* 1900, † 1940). 
Das Stadion hatte früher eine Radrennbahn. So versuchte Jacques Anquetil 1964, auf der Bahn einen neuen Stundenweltrekord aufzustellen. 1980 fanden in dem Oval die Bahn-Radweltmeisterschaften statt. Später wurde die Bahn entfernt. Am 17. Dezember 1994 trafen hier die Französische Rugby-Union-Nationalmannschaft und die Kanadische Rugby-Union-Nationalmannschaft (28:9) aufeinander. 1996 wurden die U-18-Fußball-Europameisterschaften in Frankreich und Luxemburg ausgetragen. Vier Spiele fanden in Besançon statt; darunter das Spiel um Platz 3 und das Finale zwischen Frankreich und Spanien (2:1).  
Der Zuschauerrekord stammt vom 10. März 1979. Zum Spiel des RC Besançon gegen den AS Saint-Étienne kamen 24.000 Zuschauer ins Stadion.